# Gossypium exiguum
Gossypium exiguum är en malvaväxtart som beskrevs av P.A. Fryxell, L.A. Craven och J.M. Stewart. Gossypium exiguum ingår i släktet bomull, och familjen malvaväxter. Inga underarter finns listade i Catalogue of Life.